# Robert Ulich
Heinrich Gottlob Robert Ulich (* 21. April 1890 in Lam; † 17. Juni 1977 in Stuttgart) war ein deutscher Ministerialbeamter, Germanist und Erziehungswissenschaftler.

## Leben
Ulich wurde 1890 als Sohn eines Kaufmanns im oberpfälzischen Lam geboren. Er besuchte von 1905 bis 1906 das Königin-Carola-Gymnasium in Leipzig und legte 1909 sein Abitur am Königlichen Gymnasium in Dresden ab.
Von 1909 bis 1915 studierte er Germanistik, Geschichte, Philosophie und Sozialwissenschaften an der Universität Freiburg, der Universität Neuenburg, der Ludwig-Maximilians-Universität München, der Friedrich-Wilhelms-Universität Berlin und der Universität Leipzig. 1915 war er Mitarbeiter am Institut für Kultur- und Universalgeschichte an der Universität Leipzig und wurde mit der Dissertation Christian Friedrich Scherenberg bei Walter Goetz zum Dr. phil. promoviert. Von 1916 bis 1917 war er Lehrer an der Thomasschule zu Leipzig. Danach arbeitete er an der Universitätsbibliothek Leipzig.
Von 1920 bis 1933 war er Mitarbeiter (später Ministerialrat) im Sächsischen Ministerium für Volksbildung in Dresden. Er war Leiter der Abteilung Hochschulen und Forschung und Personalreferenten der Universität und Technischen Hochschule. Seit 1925 gehörte er dem Vorstand der Studienstiftung des deutschen Volkes an.
1928 wurde er Honorarprofessor für Philosophie an der Technischen Hochschule Dresden. 1929 heiratete er die schwedische Philanthropin Elsa Brändström (zuvor war er mit der Frauenrechtlerin und Landtagsabgeordneten Else Ulich-Beil verheiratet). Er war Mitglied der SPD und Anhänger des religiösen Sozialismus von Paul Tillich. Ab 1931 war er Vorstandsmitglied der deutschen Sektion Weltbund für Erneuerung der Erziehung des New Education Fellowship. Zu seinen Vertrauten zählte der Romanist Victor Klemperer.
1934 emigrierte er in die USA. Er wurde Dozent (von 1937 bis 1960 Professor) für Philosophie und Geschichte der Erziehung an der Graduate School of Education an der Harvard University in Cambridge, Massachusetts. Er gilt zusammen mit Isaac Leon Kandel als Begründer der Vergleichenden Pädagogik in den USA und war Mitherausgeber des Harvard Educational Review. Nach dem Tod seiner Frau 1948 heiratete er seine dritte Frau Mary Ewen Ulich, eine ehemalige Schülerin. 1970 kehrte er nach Deutschland zurück.

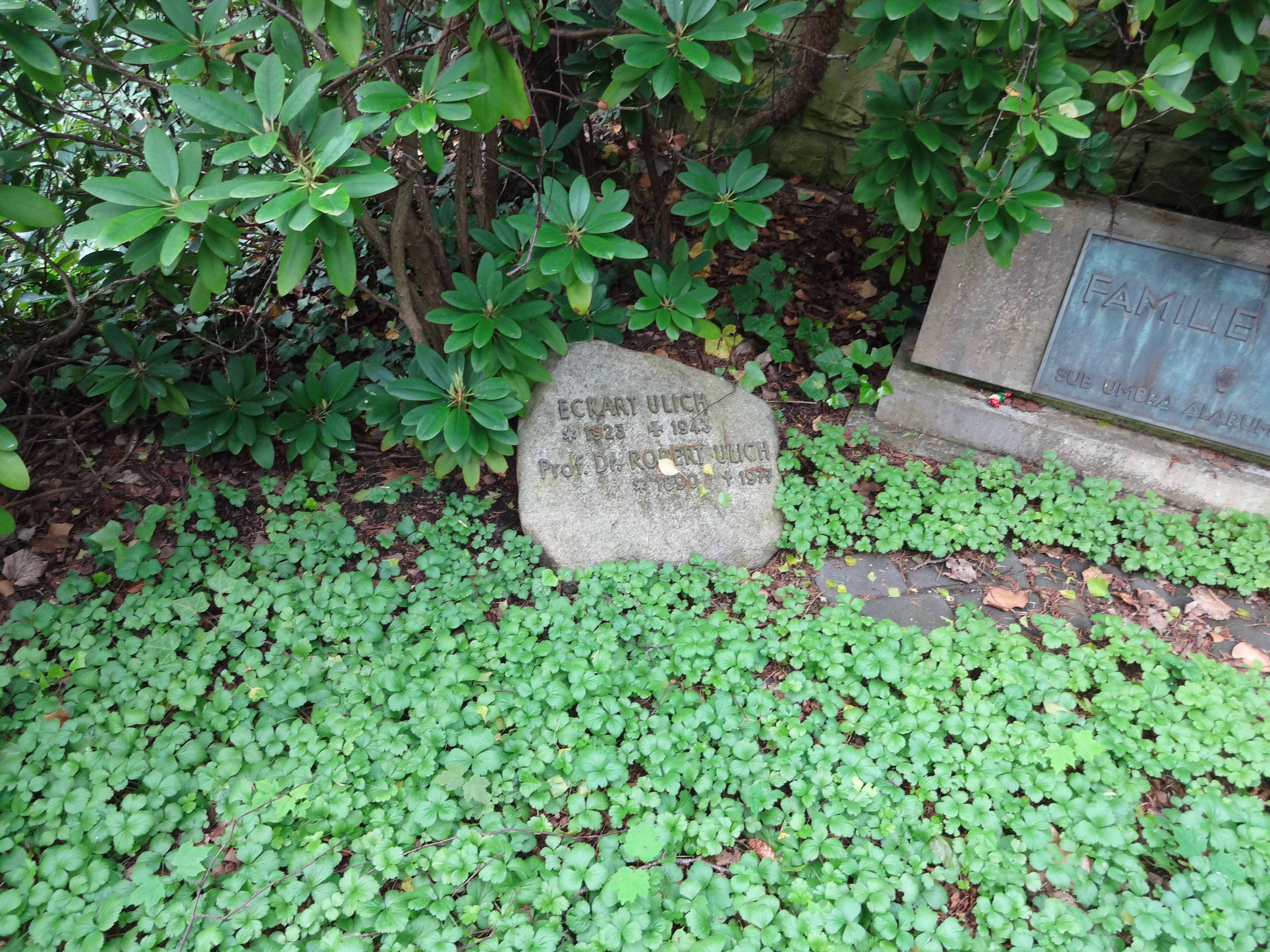
Grab von Robert Ulich auf dem Friedhof Heerstraße in Berlin-Westend

Robert Ulich starb im Juni 1977 im Alter von 87 Jahren in Stuttgart. Die Beisetzung erfolgte in Berlin im Erbbegräbnis der Familie Ulich auf dem landeseigenen Friedhof Heerstraße in Charlottenburg (heutiger Ortsteil Berlin-Westend), wo 1965 auch seine erste Gattin Else Ulich-Beil bestattet worden war (Grablage: I-Erb.-Mauer). Beide ruhen an der Seite des gemeinsamen Sohnes Eckart Ulich (1923–1943), der im Frühjahr 1943 seinen im Vorjahr im Afrikafeldzug erlittenen Verletzungen erlegen war.

## Mitgliedschaft und Auszeichnungen
1941 wurde Ulich in die American Academy of Arts and Sciences gewählt. 1958 wurde ihm das Große Verdienstkreuz des Verdienstordens der Bundesrepublik Deutschland verliehen.

## Schriften
- Dich lieb' ich, Erde! Gedichte. Dieterich, Leipzig 1913.
- Christian Friedrich Scherenberg. Ein Beitrag zur Literaturgeschichte des neunzehnten Jahrhunderts. R. Voigtländer, Leipzig 1915.
- Fundamentals of Democratic Education. An Introduction to Educational Philosophy. American Book Company, New York u. a. 1940.
- The Training of Secondary School Teachers: Especially with Reference to English. Report of a Joint Committee of the Faculty of Harvard College and of the Graduate School of Education. Harvard University Press, Cambridge 1942.
- History of Educational Thought. American Book Company, New York u. a. 1945.
- Conditions of Civilized Living. Dutton, New York 1946.
- Three Thousand Years of Educational Wisdom. Selections From Great Documents. Harvard University Press, Cambridge 1947.
- Religious Perspectives of College Teaching in the Preparation of Teachers. The Edward W. Hazen Foundation, New Haven 1950.
- Crisis and Hope in American Education. Beacon Press, Boston 1951.
- The Human Career. A Philosophy of Self Transcendence. Harper & Brothers, New York 1955.
- Weg und Weisung. Eine Philosophie des menschlichen Lebens. Quelle & Meyer, Heidelberg 1958.
- The Education of Nations. A Comparison in Historical Perspective. Harvard University Press, Cambridge 1961.
- Progress or Disaster? From the Bourgeois to the World Citizen. New York University Press, New York 1971.